# Гиска
Гиска (рос. Гыска; рум. Gîsca) — село, що згідно з законодавством Республіки Молдова, входить до складу Каушенського району, а згідно з Законом ПМР «Про адміністративно-територіальний устрій» — входить до складу міської ради м. Бендери Придністровської Молдавської Республіки. Входить до складу Тираспольсько-Бендерської агломерації.
Станом на 2004 рік у селі проживало 14,9 % українців.

## Походження назви
Назва села походить від молдовського «Гыскэ» («Gîscă») і перекладається як «гуска». Вважається, що жителі сусіднього села Фирледень виганяли своїх гусей на територію нинішнього села, звідки і пішла його назва.